# Mauritania precolonial
Mauritania precolonial es un periodo del actual país de Mauritania («Bilad Chinguetti» en las fuentes árabes medievales) que abarca desde los primeros asentamientos hasta la proclamación de la colonia de Mauritania por la Tercera República Francesa en 1904.
Los vestigios más antiguos de asentamiento en la región están en Tichit.
Los romanos tendrían contacto con la región gracias a la expedición del romano Suetonio Paulino en el 41 d. C. Este contó que habitaban el área los farusios y unos “etíopes”, los perorsi. Esta población negra será desplazada en el siglo VIII hacia el sur por los bereberes que huían de la invasión musulmana del Magreb en el siglo VIII.
En el siglo IX los lamtuna se aliaron con otras tribus y establecieron la confederación Sanhadja. En el siglo XI se desintegraría la confederación Sanhadja. En estos tiempos el islam empezaba a arraigarse sin desplazar a las prácticas religiosas tradicionales.
El líder de la tribu Gudala trajo al teólogo musulmán ibn Yassin. Rechazado por los Gudala, fundará una rábida al sur, y sus segidores: los almorávides, invadirán la actual Mauritania, Marruecos y España.
Se extendían desde el río Senegal hasta el río Ebro. Pese a su corta duración serán responsables de la islamización de la región y la caída del mandato de Ghana.
En el siglo XVII se completará la islamizacion de la región debido a la expansión de la tribu de los Beni Hassan (los hijos de Hassan) que ganaron la guerra de Char Bouba y dominaron la región.
De las cenizas de los Ghana surgirá el imperio de Malí, que reestablecerá las rutas de caravanas, lo que hará prospera a la región oriental de la actual Mauritania. Esta situación cambiara con la llegada de los europeos que desviarán el comercio hacia la costa. La región tendrá influencia portuguesa, española, neerlandesa, francesa y británica. En tiempos de la conferencia de Viena la región era controlada por Gran Bretaña. Francia recuperaría el control en 1815 cuando se le adjudicaría la región en la conferencia de Viena.
La colonia de Mauritania duró solo dos generaciones, de 1904 a 1960. Los franceses intentaron abolir la esclavitud en 1905, pero con un éxito muy limitado.
La independencia de Mauritania se otorgó en 1960, luego de un referéndum de 1958 durante la Quinta República Francesa.

## Entorno geográfico

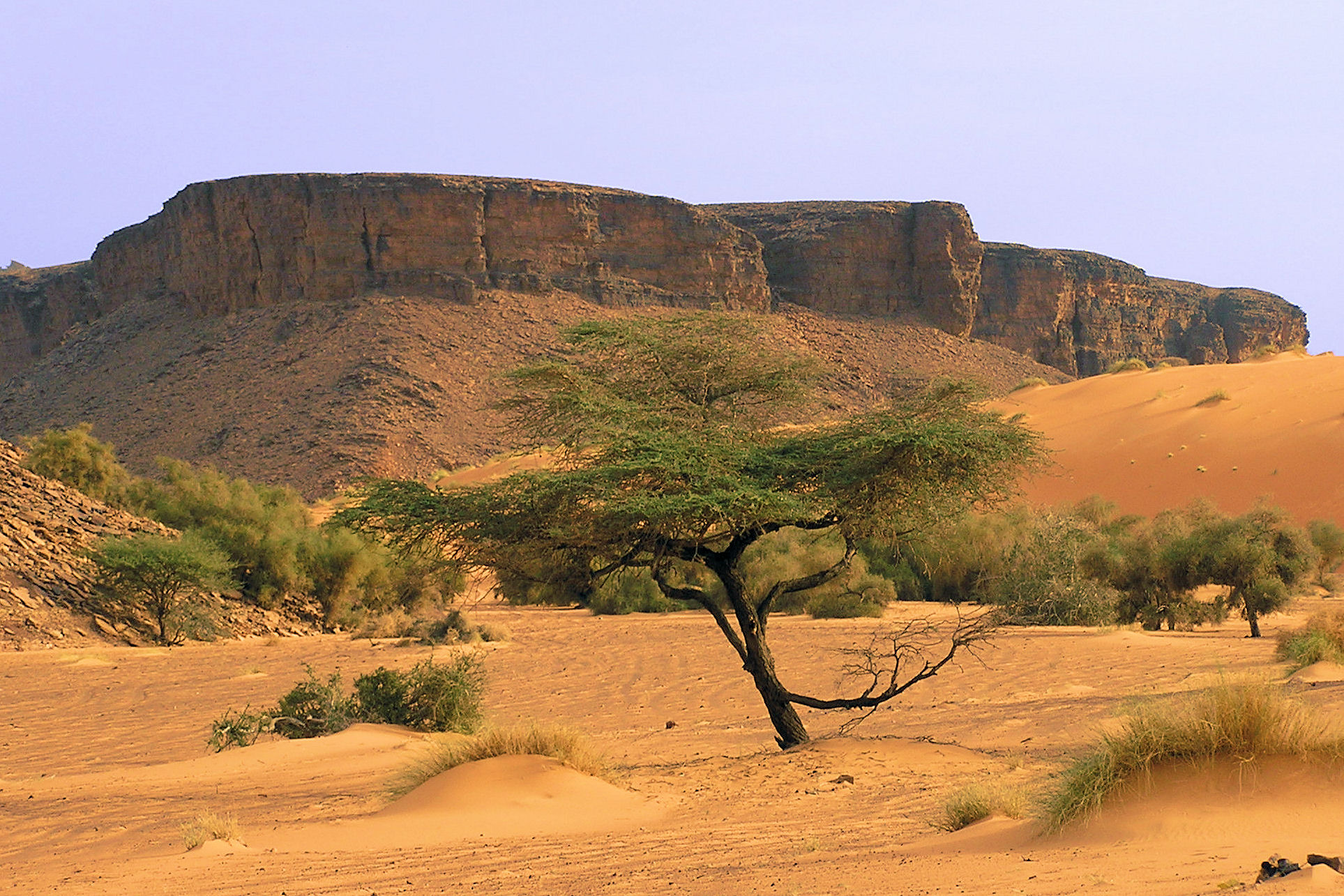
Montañas en la región de Adrar; las escenas desérticas siguen definiendo el paisaje mauritano desde la época clásica.

Lo que ahora es Mauritania era una zona de sabana seca durante la antigüedad clásica, donde tribus independientes como los Pharusii y los Perorsi (y los Nigritae cerca del río Níger) tenían una vida seminómada frente a la creciente desertificación del Sahara.
Mauritania está situada en la región del Sahel, entre los meridianos 4°48′ y 16°30′ O de Greenwich y los paralelos 14°45′ y 27°22′ N y tiene una costa de 754 km. Su territorio ocupa un área de 1.030.700 km², que para efectos comparativos es similar al doble de la española. Es el 29.º país del mundo por superficie.
Del total, unos 300 km² están formados por agua contenida en pequeños lagos y oasis. Mauritania se encuentra situada a orillas del océano Atlántico. Tiene una frontera de 1564 km con Sahara Occidental al oeste y norte, 460 km con Argelia al noreste, 2236 km con Malí al este y al sur, y de 742 km con Senegal al sur; si se suman todas estas extensiones Mauritania tiene una frontera total de 5002 km.
El río Senegal sirve de frontera con el país de Senegal. El país se encuentra dominado a excepción de una estrecha banda litoral, por el desierto del Sahara que ocupa casi la totalidad del territorio y que se ha ido extendiendo desde los años 1960 debido a las grandes sequías que ha ido sufriendo el país. Todas las ciudades importantes del país, como Nuakchot, capital del estado, y Nuadibú, la capital comercial, se encuentran en la estrecha banda litoral. Las principales ciudades del interior son Tidjikja, Atar y Chingueti.
La máxima altitud del país son los 910 m s. n. m. de Kediet Ijill y el punto más bajo son los 3 m bajo el nivel del mar de la Sebkha de Ndrhamcha.
Visión general
La región fue unificada por la Confederación Sanhadja desde el siglo VIII hasta el siglo X, y el Imperio almorávide, desde el siglo XI hasta el siglo XII, fueron debilitados por la guerra interna y nuevas invasiones del Imperio de Ghana y el Imperio almohade, respectivamente.
Desde el siglo VIII hasta el siglo XV, los reinos negros del oeste de Sudán, como el Imperio de Ghana, el Imperio de Malí y el Imperio de Songhai, trajeron su cultura política desde el sur. Desde el siglo XV hasta el siglo XIX, el contacto europeo con Mauritania era principalmente por el comercio de la goma arábiga. Los maures mantuvieron su independencia y exigían pagos anuales de Francia, cuya soberanía sobre el río Senegal y la costa mauritana fue reconocida por el Congreso de Viena en 1815. La exploración del interior del país y el río Senegal comenzó bajo Louis Faidherbe, gobernador de Senegal a mediados del siglo XIX. La conquista europea o "pacificación" de todo el país comenzó en 1900.
Francia estableció los límites de la Mauritania contemporánea y la administró hasta su independencia en la década de 1960. La influencia occidental fue tardía por lo que no influyó en la estructura social tradicional del país.
El país es mayoritariamente islámico. La islamización de Mauritania fue un proceso gradual que abarcó más de 500 años. Empezó lenta a través de contactos con comerciantes bereberes y árabes, y avanzó rápida por las conquistas almorávides. El proceso de arabización se volvería más agresivo después del declive del Imperio almorávide. Esto ocurrió porque varios grupos de árabes yemeníes que habitaban el norte de África se dirigieron al sur, hacia Mauritania.
Una de las tradiciones que es difícil de desarraigar del pueblo mauritano es la esclavitud. El gobierno francés la prohibió, así como también la guerra entre clanes. Durante el período colonial, la población se mantuvo nómada. Muchos pueblos sedentarios, cuyos antepasados habían sido expulsados siglos antes, comenzaron a regresar a Mauritania. A medida que el país se independizó en 1960, la capital, Nuakchot, fue fundada en el sitio de una pequeña aldea colonial, Ksar, en tiempos donde el 90% de la población era nómada.

## Historia temprana
La prehistoria de la región sahariana occidental no está completamente caracterizada.
Hay algunos relatos escritos de comerciantes y exploradores árabes medievales que llegaron a los importantes centros comerciales de caravanas y a los reinos de la región del Sudán occidental.
Las principales fuentes de la historia preeuropea son la historia oral, las leyendas y la evidencia arqueológica.
Estas fuentes indican que durante los milenios que precedieron a la era cristiana, el Sahara era una región más habitable de lo que es hoy lo que permitió el florecimiento de asentamientos. En el área que lo que ahora es Mauritania, los Bafour, un pueblo proto-bereber, cuyos descendientes pueden ser los pescadores costeros de Imraguen, eran cazadores, pastores y pescadores.
Los cultivadores del valle, que pudieron haber sido ancestros de los pueblos negros ribereños de Toucouleur y Wolof, vivieron junto a los Bafour.
Tichitt Walata es el asentamiento arqueológico más antiguo de África occidental y el más antiguo de todos los asentamientos de base de piedra descubiertos al sur del Sahara. Fue construido por el pueblo Soninke (o por los Serer). Estuvo habitada alrededor del año 2000 antes de Cristo. Los cambios climáticos, y tal vez el sobrepastoreo y el sobrecultivo, condujeron a una desecación gradual del Sahara y al movimiento hacia el sur de estos pueblos.
Exploración romana
Los romanos hicieron algunas expediciones al sur de su Mauritania Tingitana, tal vez llegando al área al norte del río Senegal poblada por la tribu de los Pharusii.
Los romanos exploraron el área. Puede que hayan llegado, con Suetonio Paulino, al área de Adrar. Se encontró monedas y fíbulas en Akjoujt y Tamkartkart cerca de Tichit, evidencia del comercio romano.
Invasiones bereber
En los siglos III y IV la migración hacia el sur desde la región del sur del Atlas se intensificó con la llegada de grupos bereberes del norte que buscaban pasto o huían de la anarquía política y la guerra. Durante este periodo ocurre la introducción del camello. Esta primera ola de invasores bereberes subyugó e hizo vasallos a aquellos Bafour que no huyeron hacia el sur. Otros grupos bereberes siguieron en los siglos VII y VIII, huyendo del avance árabe del Magreb.

## Invasiones árabes
Durante la conquista árabe del Magreb occidental en el siglo VIII, Mauritania experimentó una infiltración lenta y constante de árabes. La creciente presencia árabe presionó a los bereberes, que optaron por no mezclarse con otros grupos, y avanzaron hacia el sur llegando a Mauritania donde desplazaron a los habitantes negros. En el siglo XVI, la mayoría de los negros habían sido empujados al río Senegal. Los que quedaban en el norte se convirtieron en esclavos que cultivaban en los oasis.
La islamización de Mauritania fue un proceso gradual que abarcó más de 500 años. Empezó lenta a través de contactos con comerciantes bereberes y árabes, y avanzó rápida por las conquistas almorávides. El proceso de arabización se volvería más agresivo después del declive del Imperio almorávide. Esto ocurrió porque varios grupos de árabes yemeníes que habitaban el norte de África se dirigieron al sur, hacia Mauritania. Al establecerse en el norte de Mauritania, interrumpieron el comercio de caravanas, causando que las rutas se desplazaran hacia el este, lo que a su vez condujo a la disminución gradual de las ciudades comerciales de Mauritania.
Un grupo particular de Yemen, los Bani Hassan, continuaron migrando hacia el sur hasta que, a fines del siglo XVII, dominaron todo el país. El último esfuerzo de los bereberes para sacudirse el yugo árabe fue la Guerra de los Treinta Años de Mauritania (1644-1674), o Sharr Bubba. Esta guerra la perdieron los Sanhadja; los bereberes se vieron obligados a abandonar la espada y convertirse en vasallos o esclavos de los grupos árabes.
La estructura social contemporánea de Mauritania puede datarse hasta 1674. Los grupos guerreros árabes dominaron a los grupos bereberes. Los grupos bereberes que recurrieron al clericalismo como instrumento de ascenso social. En la parte inferior de la estructura social estaban los esclavos, subordinados tanto a los guerreros como a los imanes. Todos estos grupos, cuyo idioma era el árabe Hassaniya, se conocieron como maures. Las rivalidades y resentimientos característicos de su estructura social fueron luego aprovechadas por los franceses.

## Confederación Sanhadja
En el siglo VIII llegaron a tierras Mauritanas la tribu bereber de los Lemtuna. En el siglo IX, los lemtuna alcanzaron el dominio político en las regiones de Adrar y Hodh. Junto con otros dos importantes grupos bereberes, los Messufa y los Gudala, establecieron la Confederación Sanhadja. La capital sería Aoudaghast (ubicada al sur del actual país), desde donde los Lemtuna controlaban la confederación y las rutas occidentales de comercio. El comercio floreció gracias a la introducción del camello. Entre el siglo VIII y el final del siglo X, la Confederación Sanhadja mantuvo su sistema de gobierno descentralizado y unía dos grupos distintos: los que mantenían sus religiones tradicionales: principalmente grupos bereberes nómadas e independientes, y los musulmanes: comerciantes bereberes urbanos.
Los comerciantes de Sanhadja dominaban las rutas de caravanas que se extendía desde el norte en la ciudad comercial Maghrebí de Sijilmasa hasta el sur en Koumbi Saleh, capital del Imperio de Ghana. Posteriormente, la ruta comercial del sur se extendió hasta Tombuctú, capital del imperio de Malí. El oro, el marfil y los esclavos eran llevados al norte a cambio de sal (todavía se explotan las antiguas minas de sal cerca de Kediet Ijill en el norte de Mauritania), cobre, telas y otros artículos de lujo.

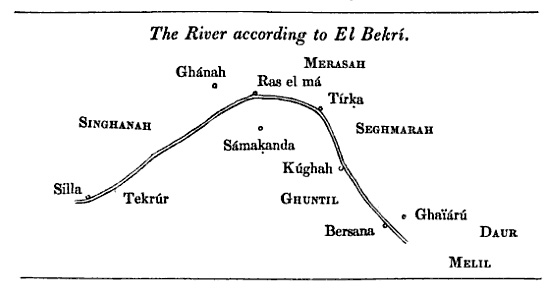
Mapa del río Senegal según Al-Bakrī

Las rutas más fáciles, aunque no las más cortas, entre Ghana y Sijilmasa partían de la capital de Ghana, Koumbi Saleh, atravesaban Audagost, Ualata, Tichit y Uadane. Gracias al comercio estas ciudades se convirtieron en importantes centros comerciales y políticos. El cronista árabe del siglo XI Al-Bakri describe Aoudaghast como una gran ciudad con una gran mezquita y varias más pequeñas, rodeada de grandes áreas cultivadas bajo riego con una población entre 5000 a 6000 habitantes. Ualata fue un importante punto de relevo en la ruta comercial del oro y la sal, así como un punto de reunión principal para los peregrinos que viajaban a La Meca. Koumbi Saleh era una gran ciudad cosmopolita que comprendía dos secciones distintas: el barrio musulmán, con su arquitectura de influencia árabe, y el barrio negro de la arquitectura tradicional de paja y barro, donde residía el rey de Ghana, que era no musulmán. Otra importante ciudad comercial mauritana de la Confederación Sanhadja fue Chingueti, más tarde un importante centro religioso y que daría el nombre al país en tiempos previos a la colonización francesa. Aunque Koumbi Saleh no sobrevivió a la caída del Imperio de Ghana, Aoudaghast y particularmente Ualata mantuvieron su importancia hasta  entrado el siglo XVI, cuando el comercio comenzó a desplazarse a las costas controladas por los europeos.

## Almorávides

Expansión almorávide

En el siglo XI, el islam se había extendido por el Sáhara Occidental bajo la influencia de comerciantes bereberes y árabes y ocasionalmente por inmigrantes árabes. Sin embargo, las prácticas religiosas tradicionales se mantuvieron. La conquista de toda la región del Sahara Occidental por los almorávides en el siglo XI hizo posible una islamización más ortodoxa de todos los pueblos de Mauritania.
La desintegración de la Confederación Sanhadja, a principios del siglo XI, derivó en un período de disturbios y guerras entre los grupos bereberes Sanhadja de Mauritania. Alrededor de 1039, un jefe de los Djodala, Yahya ibn Ibrahim, regresó de una peregrinación a La Meca trayendo con él un teólogo, Abdallah ibn Yassin, para enseñar un Islam más ortodoxo. Dos años después de la muerte de Ibn Ibrahim, Ibn Yassin fue rechazado por el Djodala. Tomaría represalias unos años después. Él y algunos de sus seguidores se retiraron a un lugar apartado donde construyeron una rábida (centro religioso fortificado, ribāṭ). En 1042, los al-murābiṭūn (hombres de la rábida), como se llamó a los seguidores de Ibn Yassin, lanzaron una yihad, o guerra santa, contra los no creyentes y herejes entre los Sanhadja, comenzando lo que luego se conocería como el movimiento almorávide.
Primero, los almorávides atacaron y sometieron a los Djodala, obligándolos a adoptar el islam. Luego, reuniendo a los otros grupos bereberes, los almorávides lograron recrear la unidad política de la Confederación Sanhadja añadiéndole un propósito religioso. En 1054, los almorávides capturaron a Sijilmasa en Maghrib y Aoudaghast de Ghana.
Con la muerte de Ibn Yassin en 1059, el liderazgo del movimiento pasó, en el sur, a Abu-Bakr Ibn-Umar, emir de Adrar; y en el norte, a Yusuf ibn Tashfin. Comandados por Ibn Tashfin, los bereberes capturaron Marruecos y fundaron Marrakech como su capital en 1062. En 1082, todo el Magreb occidental (menos Argel) estaba bajo dominio almorávide.
En 1086, las taifas, bajo el ataque del rey cristiano español Alfonso VI el Bravo, pidieron ayuda a Ibn Tashfin. Sus guerreros bereberes cruzaron el Estrecho de Gibraltar. Los almorávides derrotaron a los cristianos españoles y, en 1090, impusieron el gobierno almorávide y la escuela de derecho islámico Maliki en la España musulmana.
En Mauritania, Abu Bakr dirigió a los almorávides en una guerra contra Ghana (1062-1076), que culminó con la captura en 1076 de Koumbi Saleh. Este evento marcó el final del dominio del Imperio de Ghana. Después de la muerte de Abu Bakr en 1087 e Ibn Tashfin en 1106, las rivalidades entre los Sanhadja y los musulmanes reformados dirigidos por los almohades de Zenata (1133-1163) destruyeron el Imperio almorávide.
Durante un corto tiempo, la dinastía mauritana de Sanhadja del Imperio Almorávide controló un vasto territorio que se extendía desde España hasta Senegal. La unidad establecida entre Marruecos y Mauritania durante el período almorávide tenía importancia política en la década de 1980, ya que formaba parte de la base de las reclamaciones de Marruecos a Mauritania. Los Almorávides, de origen sur-mauritano islamizaron el Magreb occidental, proceso que será un factor dominante en la historia de la zona durante los próximos siglos.

## Imperios y reinos de Sudán
Aunque los almorávides tuvieron contactos sustanciales con el Magreb, las influencias de los reinos negros de  la región del Sudán: Ghana, Malí y Songhai jugaron un papel importante en la historia de Mauritania durante unos 700 años, desde el siglo VIII al XV. Ghana, el primero de los grandes reinos de Sudán Occidental, incluyó en su territorio el sureste de Mauritania, que se extendía hasta la meseta del Tagant. Ghana alcanzó su apogeo en los siglos IX y X dominando sobre los bereberes de Sanhadja. Este reino grande y centralizado controlaba el término meridional del comercio transsahariano de oro, marfil y sal.
La captura de Koumbi Saleh en 1076 por los almorávides marcó el final de la hegemonía del imperio de Ghana, aunque el reino continuó existiendo durante otros 125 años. Los Mandé, bajo el liderazgo de Sundiata fundaron el segundo gran reino del Sudán Occidental: Malí. A fines del siglo XIII, el Imperio de Malí se extendía sobre la parte de Mauritania anteriormente controlada por Ghana, así como sobre las regiones sahelianas restantes y el valle del río Senegal. Sundiata y sus sucesores aprovecharon el comercio sahariano y administraron y recaudaron tributos en vastos tramos del Sudán y el Sahel.
El lento declive del Imperio de Malí que comenzó a fines del siglo XIV producto de la discordia interna y las revueltas de los estados vasallos, incluido el Songhai de Gao. A fines del siglo XV, el Imperio Songhai desplazo al Imperio Malí, reemplazándolo y extendiéndose a Mauritania y al valle del río Senegal. A fines del siglo XVI, una gran fuerza marroquí derrotó a los Songhai, poniendo fin a los siete siglos de dominación del Sudán occidental (y gran parte de Mauritania) por reinos negros centralizados.

## Contactos europeos tempranos
A pesar de la dominación almorávide de España en los siglos XI y XII, parece haber poca evidencia de contacto entre Mauritania y Europa. La costa inhóspita de Mauritania disuadió a los viajeros hasta que los portugueses comenzaron sus exploraciones africanas en el siglo XV. El área de Mauritania era de poco interés para los conquistadores árabes o europeos; La existencia de reservas de oro en el interior aún no se conocía, y las importantes rutas comerciales la evadían hacia el este, a través de Tombuctú. La dinastía Saadí conquistó gran parte del interior sahariano pero no mostró interés en expandir su territorio hacia el oeste.
Los portugueses establecieron una fortaleza comercial en Arguin, al sureste de Cap Blanc (actual Ras Nouadhibou), en 1455. El rey de Portugal mantuvo un agente comercial en Uadane en la meseta de Adrar intentando desviar la ruta del oro. Debido al ligero éxito en su búsqueda de oro, los portugueses prefirieron tratar con esclavos. A mediados del siglo XV, se exportaron hasta 1000 esclavos por año desde Arguin a Europa y a las plantaciones azucareras portuguesas en la isla de Santo Tomé en el Golfo de Guinea.
Con la fusión de las coronas portuguesas y españolas en 1580, los españoles se convirtieron la influencia dominante a lo largo de la costa. En 1638, fueron reemplazados por los holandeses, que fueron los primeros en comenzar a explotar el comercio de goma arábiga. Producida por las acacias de Trarza y Brakna y utilizada en la impresión de patrones textiles, esta goma arábiga se consideraba superior a la obtenida desde Arabia. En 1678, los franceses expulsaron a los holandeses y establecieron un asentamiento permanente en Saint-Louis, en la desembocadura del río Senegal, donde la Compañía Francesa del Río Senegal (Compagnie Française du Sénégal) comercio durante más de cincuenta años.
Los maures, con quienes comerciaban los europeos, consideraban las constantes rivalidades entre las potencias europeas como un signo de debilidad, y aprendieron los beneficios de jugar de una potencia a otra. Por ejemplo, acordaron simultáneamente otorgar monopolios a los franceses y holandeses. Los maures también se aprovecharon de los europeos siempre que fue posible, de modo que cuando los franceses negociaron con el emir de Trarza el monopolio del comercio de goma arábiga, el emir exigió una cantidad considerable de regalos. Así comenzó el coutume, un pago anual esperado por los Maures para hacer negocios con un gobierno o una empresa. Para 1763, los británicos expulsaron a Francia de la costa de África occidental. Francia recuperaría el control cuando el Congreso de Viena en 1815 reconocería la soberanía francesa sobre la costa de África occidental desde Cap Blanc hacia el sur hasta Senegal.

### Trabajos citados
- Handloff, Robert E., editor. Mauritania: A Country Study. Library of Congress Federal Research Division (June 1988). This article incorporates text from this source, which is in the public domain.
- The journal of the Royal Geographical Society of London, Vol. 1-10 Royal Geographical Society, Great Britain. (Editor J. Murray, 1832). Harvard University, 2007
- Gravrand, Henry, La Civilisation Sereer - Pangool, Les Nouvelles Editions Africaines du Senegal (1990), pp 9, 20, 77, ISBN 2-7236-1055-1